# David L. Wolper
David Lloyd Wolper (Nueva York, 11 de enero de 1928 – Beverly Hills, 10 de agosto de 2010) fue un productor de cine y de televisión estadounidense.

## Vida artística
Produjo series y películas como Raíces, The Thorn Birds, Norte y Sur , L. A. Confidential, y Un mundo de fantasía (1971). También produjo numerosos documentales y series como Biografía (serie de TV, 1961-63), Auge y caída del Tercer Reich (TV), Cita con el destino (serie de TV), Este es Elvis, Cuatro días en noviembre, Imagina: John Lennon, entre otros. Dirigió el documental en 1959 La carrera por el espacio, que fue nominado para un Premio de la Academia . Su película de 1971 (como productor ejecutivo) sobre el estudio de los insectos La crónica Hellstrom ganó un Premio de la Academia.
Por su trabajo en televisión, había recibido su estrella en el Hollywood Walk of Fame .
El pre-1968 es propiedad de la colección de Cube Entertainment (antes International Creative Exchange), la posterior a 1970 la colección es propiedad de Warner Bros.
Wolper murió el 10 de agosto de 2010 de enfermedad cardíaca y las complicaciones de la enfermedad de Parkinson en su casa de Beverly Hills a los 82 años. Wolper fue sobrevivido por su esposa de 36 años Glorida, sus 3 hijos de un anterior matrimonio, Mark y Wolper Michael y su hija Leslie. Le sobreviven también 10 nietos.

## Premios y nominaciones
Premios Óscar
| Año  | Categoría                        | Película                         | Resultado |
| ---- | -------------------------------- | -------------------------------- | --------- |
| 1960 | Mejor documental                 | The Race for Space               | Nominado  |
| 1985 | Premio Humanitario Jean Hersholt | Premio Humanitario Jean Hersholt | Ganador   |